# Sipispis (plaats)
Sipispis is een bestuurslaag in het regentschap Serdang Bedagai van de provincie Noord-Sumatra, Indonesië. Sipispis telt 1527 inwoners (volkstelling 2010).